# Псковские летописи

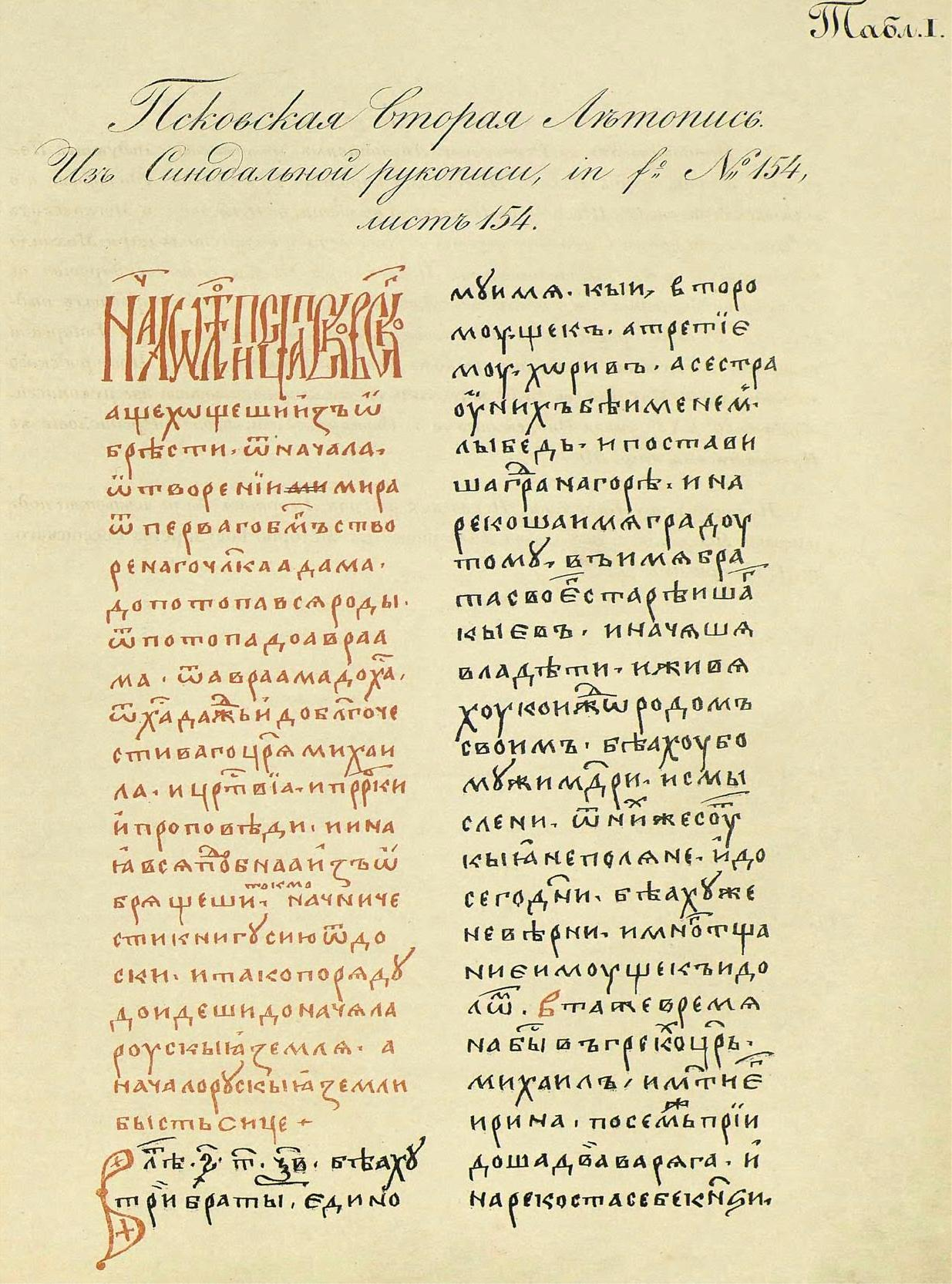
Псковская летопись. ПСРЛ Т.5

Псковские летописи — русские летописные своды XIV—XVII веков, содержащие обширный материал по истории Псковской земли, Новгорода, Балтии и Москвы.

## Перечень летописей
1-я псковская летопись на протяжении XV—XVII вв. имеет несколько редакций: своды 1469 (Тихановский список), 1481 (Архивский 1-й список), 1547 (Погодинский список и список Оболенского).
1-я псковская летопись по Тихановскому списку начинается Повестью о Довмонте, далее идет краткое хронологическое введение, изложение общерусских и псковских исторических событий, заканчивающееся борьбой Пскова за самостоятельность в 1464—1469. Составитель свода 1481 дополнил свод 1469 событиями 70-80-х гг. и противоречиями Пскова с Москвой.
В своде 1547 текст аналогичен Новгородской 5-й летописи, а начиная с 1447 идет текст, схожий с Архивным 1-м списком. Литературоведы А. А. Шахматов и А. Н. Насонов считали автором свода 1547 монаха Елиазарова монастыря старца Филофея. В своде отражена почтительность к московскому великому князю, наряду с негодованием по поводу московских наместников («Повесть о псковском взятии» — события 1510 года). Есть известия о климате, неурожаях.
2-я Псковская летопись — свод 1486 дошла к нам лишь в одном списке конца XV в. — Синодальном. Здесь не упоминаются такие важные приметы времени, как псковское вече, распри с Новгородом. Но довольно подробно рассказывается о войнах, эпидемиях, волнениях 1483—1486 против наместников московского князя и псковских посадников. Есть предположение, что эта летопись составлена псковским посадником Степаном Дойниковичем.
3-я Псковская летопись являет собой свод 1567, продолженный после до середины  XVII в. Тон летописи враждебен по отношению к великому московскому князю. В связи с событиями 1510, говорится: «он старину порушил. Забыв отца и дедов его слова и жалованья до пскович и крестного целовапния». Летопись вещает в библейском духе: «Пять бо царей минуло, а шестый есть, но не убе пришел; шестое бо царство именует в Руси Скивскага острова; си бо именует шестый, и седмы потом ещё, а осмый антихрист». Порицает автор московских князей Василия III и Ивана IV в связи с их женитьбой.
Возможно, что этот свод был составлен игуменом Псково-Печерского монастыря Корнилием (1529—1570), впоследствии казненным Иваном IV за дружбу с А. М. Курбским.

## Издания
- Псковские летописи/ Подготовил к печати А. Н. Насонов. — М., 1941.
- Псковские летописи / Под ред. А. Н. Насонова. — Вып. второй. — М.: Издательство АН СССР, 1955.